# Anatoly Karpov
Anatoly Evguenievich Karpov (em russo:  Анато́лий Евге́ньевич Ка́рпов; (Zlatoust, 23 de maio de 1951) é um grande mestre de xadrez russo. Foi campeão mundial de xadrez de 1975 a 1985 e de 1993 a 1999, totalizando 16 anos com o título mundial e tornando-se o campeão mundial que mais partidas realizou em disputa direta pelo título ou em sua defesa.
Em 1988, Karpov foi campeão mundial de "xadrez ativo", modalidade que a FIDE passou a chamar de xadrez rápido.

## Carreira
Sagrou-se campeão mundial juvenil em 1969 e obteve o título de Grande Mestre em 1970. Ao vencer o Torneio Interzonal de Leningrado (1973), qualificou-se para disputar, no ano seguinte, o Torneio de Candidatos, que consistia em uma série de matches eliminatórios cujo vencedor apontaria o desafiante ao título mundial. Karpov derrotou, sucessivamente, a Lev Polugaevsky, Boris Spassky e Viktor Korchnoi, obtendo assim o direito a um match pela coroa suprema contra o então campeão, o estado-unidense Bobby Fischer.
Fischer, todavia, desistiu de disputar a final, pois não concordava que o match tivesse um número determinado de jogos. A proposta de Bobby Fischer era de que se sagrasse campeão quem obtivesse primeiro nove vitórias, sem limite de número de jogos. Diante da desistência do campeão,  o presidente da FIDE (Federação Internacional de Xadrez) à época, o ex-campeão mundial Max Euwe, proclamou Karpov campeão. Karpov tornou-se, assim, campeão mundial de xadrez sem a necessidade de disputar um match.
Nos anos seguintes Karpov foi um participante assíduo nos principais torneios, vencendo-os quase sempre. Confirmava, desta forma, que merecia o título de campeão.
Em 1978, em Baguio City (Filipinas) e em 1981, em Merano (Itália), Karpov manteve o título máximo derrotando a Korchnoi, que fora o vencedor do Torneio de Candidatos em 1977 e em 1980.

## Pós-Merano
Em 1984 Karpov defendeu seu título diante de seu compatriota Garry Kasparov. O match não chegou ao final. Depois de 48 partidas realizadas, já no início de 1985, Karpov vencia por 5 jogos a 3, com 40 empates, precisando de mais uma vitória para manter o título. Diante da perspectiva de a luta prolongar-se, e tendo em vista o estado de exaustão de ambos os jogadores, o então presidente da FIDE, Florencio Campomanes, em circunstâncias até hoje não inteiramente esclarecidas, deu o match por encerrado, com a condição de que um novo match seria disputado ainda em 1985.

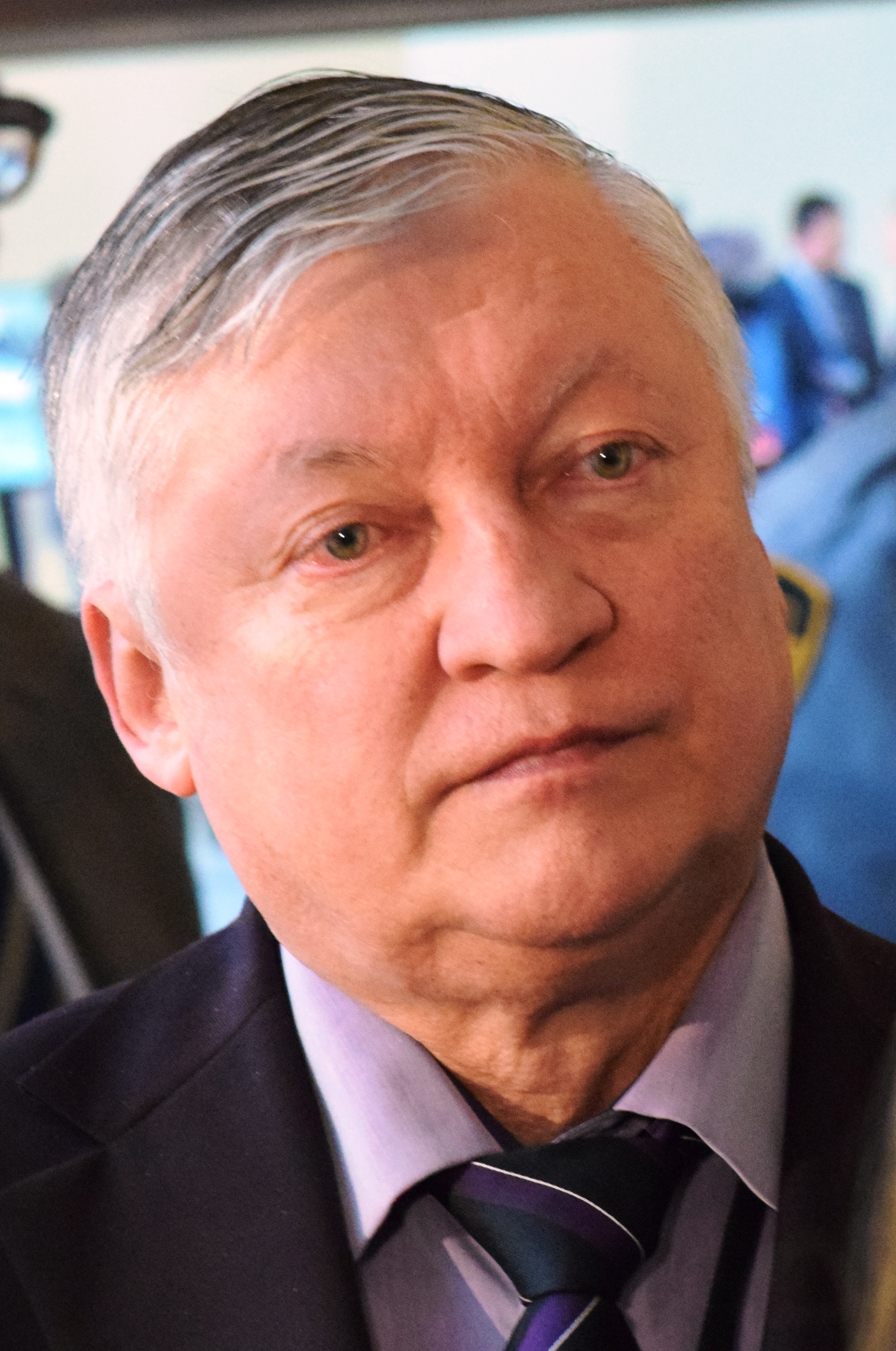
Anatoly Yevgenyevich Karpov.

Neste segundo match Karpov foi derrotado pelo mesmo escore, 5 a 3, com o qual havia vencido Kasparov no "match" anterior, perdendo então o título mundial após dez anos de reinado. Tentou reaver o título por três vezes diante do mesmo adversário, em 1986, 1987 e 1990, sem sucesso.
A despeito dessas derrotas, todas bastante apertadas, ao longo da década de 1990 Karpov seguiu sendo um dos principais jogadores do mundo. Conseguiu o feito histórico de alcançar o ELO rating de 2984, no tradicional torneio de Linares, ficando 2,5 pontos à frente de Kasparov.
Em 1993 Kasparov retirou-se da disputa do título mundial da FIDE e criou uma nova associação, como resultado da qual o título mundial de xadrez permaneceu dividido por 14 anos. Com Kasparov fora da disputa, Karpov recuperou o título da FIDE, que manteve até 1999. Nesse ano foi sua vez de retirar-se da disputa, por discordar do novo formato estabelecido pela FIDE para determinar o campeão. Depois disso, Karpov abandonou aos poucos o xadrez competitivo.

## Estilo de jogo
Portador de um estilo único de jogo, Karpov foi bastante influenciado por três campeões mundiais: foi responsável pelo estudo científico de aberturas em desuso na sua época (as mesmas jogadas pelo seu ídolo, José Raúl Capablanca); desenvolveu conceitos de superproteção de casas agudas e estudos sobre reposicionamento das peças, estudo iniciado por Tigran Petrosian, e, por fim, tornou-se um dos jogadores de maior conhecimento em finais de jogo, considerado, assim, por atletas notáveis, como Garry Kasparov e Vassily Smyslov.